# Архимедов граф
В теории графов архимедов граф — это граф, который образует скелет одного из архимедовых тел. Имеется 13 архимедовых графов, и все они являются регулярными, полиэдральными (а следовательно, также 3-вершинно связными планарными) и гамильтоновыми.
Кроме этих 13 тел, бесконечное множество графов призм и графов антипризм можно также считать архимедовыми графами.
| Название                                                | Граф | Степень | Рёбер | Вершин | Порядок |
| ------------------------------------------------------- | ---- | ------- | ----- | ------ | ------- |
| Граф усечённого тетраэдра                               |      | 3       | 18    | 12     | 24      |
| Граф кубооктаэдра                                       |      | 4       | 24    | 12     | 48      |
| Граф усечённого куба                                    |      | 3       | 36    | 24     | 48      |
| Граф усечённого октаэдра                                |      | 3       | 36    | 24     | 48      |
| Граф ромбокубооктаэдра                                  |      | 4       | 48    | 24     | 48      |
| Граф усечённого кубооктаэдра (большой ромбокубооктаэдр) |      | 3       | 72    | 48     | 48      |
| Граф плосконосого куба                                  |      | 5       | 60    | 24     | 24      |
| Граф икосододекаэдра                                    |      | 4       | 60    | 30     | 120     |
| Граф усечённого додекаэдра                              |      | 3       | 90    | 60     | 120     |
| Граф усечённого икосаэдра                               |      | 3       | 90    | 60     | 120     |
| Граф ромбоикосододекаэдра                               |      | 4       | 120   | 60     | 120     |
| Граф ромбоусечённого икосододекаэдра                    |      | 3       | 180   | 120    | 120     |
| Граф плосконосого додекаэдра                            |      | 5       | 150   | 60     | 60      |